# Discografia di Sam Fender
La discografia di Sam Fender, cantautore attivo dal 2017, è composta da tre album in studio, uno dal vivo, due extended play e oltre trenta singoli.
L'artista ha venduto oltre 9 milioni di unità di album e singoli certificate nel Regno Unito.

## Album

### Album in studio
| Anno | Titolo | Classifiche | Classifiche | Classifiche | Classifiche | Classifiche | Classifiche | Classifiche | Classifiche | Classifiche | Classifiche | Certificazioni |
| Anno | Titolo | UK          | AUS         | AUT         | BEL (FL)    | BEL (WA)    | GER         | IRE         | NL          | SCO         | SWI         | Certificazioni |
| ---- | --- | ----------- | ----------- | ----------- | ----------- | ----------- | ----------- | ----------- | ----------- | ----------- | ----------- | -------------- |
| 2019 | Hypersonic Missiles - Pubblicato: 13 settembre 2019 - Etichetta: Polydor Records - Formati: CD, MC, LP, download digitale, streaming | 1           | 62          | 67          | 14          | 69          | 19          | 6           | 40          | 1           | 19          | - UK: Platino  |
| 2021 | Seventeen Going Under - Pubblicato: 8 ottobre 2021 - Etichetta: Polydor Records - Formati: CD, MC, LP, download digitale, streaming  | 1           | 46          | 56          | 16          | 87          | 6           | 4           | 27          | 1           | 5           | - UK: Platino  |
| 2025 | People Watching - Pubblicato: 21 febbraio 2025 - Etichetta: Polydor Records - Formati: CD, MC, LP, download digitale, streaming      | 1           | 17          | 9           | 2           | 21          | 4           | 2           | 2           | 1           | 7           | - UK: Oro      |

### Album dal vivo
| Anno | Titolo | Classifiche | Classifiche |
| Anno | Titolo | UK          | SCO         |
| ---- | --- | ----------- | ----------- |
| 2022 | Live from Finsbury Park - Pubblicato: 9 dicembre 2022 - Etichetta: Polydor Records - Formato: CD, MC, LP, download digitale, streaming | 17          | 8           |

## Extended play
| Anno                                                                       | Titolo | Classifiche | Classifiche | Certificazioni |
| Anno                                                                       | Titolo | UK          | SCO         | Certificazioni |
| -------------------------------------------------------------------------- | --- | ----------- | ----------- | -------------- |
| 2018                                                                       | Dead Boys - Pubblicato: 20 novembre 2018 - Etichetta: Polydor Records - Formati: CD, MC, LP, download digitale, streaming    | —           | —           | - UK: Oro      |
| 2025                                                                       | Me and the Dog - Pubblicato: 12 aprile 2025 - Etichetta: Polydor Records - Formati: CD, MC, LP, download digitale, streaming | 14          | 2           |                |
| "—" indica una pubblicazione non classificata o distribuita in quel paese. | |             |             |                |

## Singoli

### Come artista principale
| Anno                                                                       | Titolo                    | Classifiche | Classifiche | Classifiche | Classifiche | Classifiche | Classifiche | Certificazioni                                 | Album di provenienza            |
| Anno                                                                       | Titolo                    | UK          | AUS         | CAN         | IRE         | MEX         | SWE         | Certificazioni                                 | Album di provenienza            |
| -------------------------------------------------------------------------- | ------------------------- | ----------- | ----------- | ----------- | ----------- | ----------- | ----------- | ---------------------------------------------- | ------------------------------- |
| 2017                                                                       | Play God                  | 89          | —           | —           | —           | —           | —           | - UK: Oro                                      | Hypersonic Missiles             |
| 2017                                                                       | Greasy Spoon              | —           | —           | —           | —           | —           | —           |                                                |                                 |
| 2017                                                                       | Millennial                | —           | —           | —           | —           | —           | —           |                                                |                                 |
| 2017                                                                       | Start Again               | —           | —           | —           | —           | —           | —           |                                                |                                 |
| 2018                                                                       | Friday Fighting           | —           | —           | —           | —           | —           | —           |                                                |                                 |
| 2018                                                                       | Leave Fast                | —           | —           | —           | —           | —           | —           |                                                | Dead Boys / Hypersonic Missiles |
| 2018                                                                       | Dead Boys                 | —           | —           | —           | —           | —           | —           | - UK: Argento                                  | Dead Boys / Hypersonic Missiles |
| 2018                                                                       | That Sound                | —           | —           | —           | —           | —           | —           | - UK: Argento                                  | Dead Boys / Hypersonic Missiles |
| 2019                                                                       | Hypersonic Missiles       | 48          | —           | —           | —           | —           | —           | - UK: Platino (2)                              | Hypersonic Missiles             |
| 2019                                                                       | Will We Talk?             | 43          | —           | —           | 96          | 18          | —           | - UK: Platino                                  | Hypersonic Missiles             |
| 2019                                                                       | The Borders               | 59          | —           | —           | —           | —           | —           | - UK: Oro                                      | Hypersonic Missiles             |
| 2019                                                                       | All Is on My Side         | —           | —           | —           | —           | —           | —           | - UK: Argento                                  |                                 |
| 2020                                                                       | Hold Out                  | —           | —           | —           | —           | —           | —           |                                                |                                 |
| 2020                                                                       | Winter Song               | —           | —           | —           | —           | —           | —           |                                                |                                 |
| 2021                                                                       | Seventeen Going Under     | 3           | 69          | —           | 4           | —           | 96          | - UK: Platino (3) - NZL: Oro                   | Seventeen Going Under           |
| 2021                                                                       | Get You Down              | 48          | —           | —           | —           | —           | —           | - UK: Argento                                  | Seventeen Going Under           |
| 2021                                                                       | Spit of You               | 41          | —           | —           | 81          | —           | —           | - UK: Platino                                  | Seventeen Going Under           |
| 2021                                                                       | Long Way Off              | —           | —           | —           | —           | —           | —           |                                                | Seventeen Going Under           |
| 2021                                                                       | The Dying Light           | —           | —           | —           | —           | —           | —           |                                                | Seventeen Going Under           |
| 2022                                                                       | Getting Started           | 47          | —           | —           | 70          | —           | —           | - UK: Platino                                  | Seventeen Going Under           |
| 2022                                                                       | Alright                   | 61          | —           | —           | —           | —           | —           | - UK: Argento                                  | Seventeen Going Under           |
| 2022                                                                       | Wild Gray Ocean           | 71          | —           | —           | 91          | —           | —           |                                                | Seventeen Going Under           |
| 2024                                                                       | Homesick (con Noah Kahan) | 5           | 57          | 64          | 4           | —           | —           | - CAN: Platino - NZL: Oro - UK: Oro - USA: Oro | Stick Season (Forever)          |
| 2024                                                                       | People Watching           | 4           | —           | —           | 25          | —           | —           | - UK: Argento                                  | People Watching                 |
| 2025                                                                       | Arm's Length              | 14          | —           | —           | 46          | —           | —           |                                                | People Watching                 |
| 2025                                                                       | Tyrants                   | —           | —           | —           | —           | —           | —           |                                                | Me and the Dog                  |
| "—" indica una pubblicazione non classificata o distribuita in quel paese. |                           |             |             |             |             |             |             |                                                |                                 |

### Come artista ospite
| Anno                                                                       | Titolo                                                                           | Classifiche | Classifiche | Classifiche | Certificazioni |
| Anno                                                                       | Titolo                                                                           | UK          | IRE         | SCO         | Certificazioni |
| -------------------------------------------------------------------------- | -------------------------------------------------------------------------------- | ----------- | ----------- | ----------- | -------------- |
| 2020                                                                       | Times Like These (come parte di Live Lounge Allstars)                            | 1           | 64          | 1           | - UK: Argento  |
| 2024                                                                       | Going Home (Theme From Local Hero) (come parte di Mark Knopfler's Guitar Heroes) | 18          | —           | —           |                |
| "—" indica una pubblicazione non classificata o distribuita in quel paese. |                                                                                  |             |             |             |                |

### Singoli promozionali
| Anno                                                                       | Titolo                  | Classifiche | Classifiche | Certificazioni | Album di provenienza  |
| Anno                                                                       | Titolo                  | UK          | IRE         | Certificazioni | Album di provenienza  |
| -------------------------------------------------------------------------- | ----------------------- | ----------- | ----------- | -------------- | --------------------- |
| 2018                                                                       | Poundshop Kardashians   | —           | —           | - UK: Argento  | Dead Boys             |
| 2018                                                                       | Spice                   | —           | —           | - UK: Argento  | Dead Boys             |
| 2019                                                                       | Saturday                | —           | —           | - UK: Oro      | Hypersonic Missiles   |
| 2021                                                                       | Aye                     | —           | —           |                | Seventeen Going Under |
| 2021                                                                       | Howdon Aldi Death Queue | —           | —           |                |                       |
| 2024                                                                       | Wild Long Lie           | 94          | —           |                | People Watching       |
| 2025                                                                       | Remember My Name        | 48          | —           |                | People Watching       |
| 2025                                                                       | Little Bit Closer       | 24          | 70          |                | People Watching       |
| "—" indica una pubblicazione non classificata o distribuita in quel paese. |                         |             |             |                |                       |

## Videografia

### Video musicali
| Anno | Titolo                  | Regista/i          | Nota   |
| ---- | ----------------------- | ------------------ | ------ |
| 2017 | Greasy Spoon            |                    | [ 17 ] |
| 2018 | Millennial              | Jack Whitefield    | [ 18 ] |
| 2018 | Start Again             | Jack Whitefield    | [ 19 ] |
| 2018 | Leave Fast              | Jack Whitefield    | [ 20 ] |
| 2018 | Dead Boys               | Vincent Haycock    | [ 21 ] |
| 2018 | That Sound              | Tim Mattia         | [ 22 ] |
| 2018 | Poundshop Kardashians   |                    | [ 23 ] |
| 2019 | Spice                   | Jack Whitefield    | [ 24 ] |
| 2019 | Play God                | Vincent Haycock    | [ 25 ] |
| 2019 | Hypersonic Missiles     | Vincent Haycock    | [ 26 ] |
| 2019 | Will We Talk?           | Vincent Haycock    | [ 27 ] |
| 2019 | The Borders             | Thomas James       | [ 28 ] |
| 2019 | Saturday                | James Slater       | [ 29 ] |
| 2019 | All Is on My Side       | Jack Whitefield    | [ 30 ] |
| 2020 | Hold Out                | Jack Whitefield    | [ 31 ] |
| 2021 | Seventeen Going Under   | Brock Neal Roberts | [ 32 ] |
| 2021 | Howdon Aldi Death Queue | Semera Khan        | [ 33 ] |
| 2021 | Spit of You             | Philip Barantini   | [ 34 ] |
| 2021 | Get You Down            | Hector Dockrill    | [ 35 ] |
| 2022 | Getting Started         | Brock Neal Roberts | [ 36 ] |
| 2025 | People Watching         | Stuart A. McIntyre | [ 37 ] |
| 2025 | Remember My Name        | Hector Dockrill    | [ 38 ] |